# Álvaro Rodríguez Melero
Álvaro Rodríguez Melero (n. Valladolid; 25 de mayo de 1987) es un exatleta español especialista en la prueba de 1500 metros lisos. Actualmente es representante de deportistas y periodista deportivo. Fue campeón de Europa sub-23 en 2007, campeón de España de 800 m y 1500 m en todas las categorías menores y acudió a los Juegos Olímpicos de Londres 2012. Fue nombrado mejor atleta júnior español en 2005 y 2006 y promesa en 2007. Finalista del premio Gillette Future Champion y de los premios AS del deporte en 2007.

## Biografía
Nació el 25 de mayo de 1987 en Valladolid, pero sus raíces se establecen en la localidad vallisoletana de Peñafiel. Sus padres son María del Carmen Melero y José Ignacio Rodríguez, y tiene una hermana 5 años menor, Blanca Rodríguez. Comenzó a practicar atletismo en el Colegio San Agustín a los 8 años, estimulado por su padre, también atleta, que fue además su primer entrenador.
Ya en categoría juvenil pasó a entrenar con Elías, su actual preparador, y fue internacional por primera vez con la selección española en el campeonato del Mundo juvenil de Sherbrooke (Canadá) en la prueba de 2000 metros obstáculos. Luego dejó de lado las pruebas de obstáculos e inició su andadura en sus predilectos 1500 metros.
En 2005 batió el récord de España júnior de 1500 m en pista cubierta con una marca de 3:44.73. Ese mismo año sufrió una fatalidad en el transcurso de la final del campeonato de Europa júnior celebrado en Kaunas (Lituania), donde el vallisoletano partía como favorito. El polaco Marcin Lewandowski, ahora ochocentista, le pisó fortuitamente por detrás, sacándole la zapatilla y provocando su retirada. Dos años después tuvo la oportunidad de resarcirse en el campeonato de Europa sub-23 en Debrecen (Hungría), y logró el oro que se le escapó como júnior. El mismo año redondeó su gran temporada proclamándose subcampeón del Mundo universitario en Bangkok (Tailandia).
En 2009 debutó como internacional absoluto en el campeonato de Europa en pista cubierta de Turín (Italia), clasificándose en séptimo lugar en la final. Participó también en los Juegos Mediterráneos de Pescara (Italia), el mismo año, siendo 6º, y en el campeonato del Mundo de pista cubierta de Doha (Catar), en 2010.
Su debut en un gran campeonato al aire libre se produjo ya en 2012, en el campeonato de Europa de atletismo de Helsinki (Finlandia), donde no pudo clasificarse para la final por un tic nervioso que arrastraba desde hacía tiempo en la pierna derecha y que se recrudeció días antes al campeonato y le afectó en carrera. Superado éste, logró su clasificación para los Juegos Olímpicos de Londres, donde no rindió como esperaba y fue eliminado en primera ronda junto a sus compañeros David Bustos y Diego Ruiz. A raíz de su fiasco en Londres, publicó unos polémicos tuits en los que hacía autocrítica e ironizaba acerca de algunos reproches que estaban recibiendo los deportistas españoles.
 Tras el revuelo causado, el atleta salió al paso matizando sus palabras a través de su web oficial.
Estuvo ligado a la marca deportiva Nike toda su carrera y fue embajador de la cadena de centros deportivos Go Fit entre 2014 y 2017. 
Estudió periodismo en la Universidad de Valladolid.
Tras su retirada del deporte de élite, en 2019 fundó la agencia de representación de deportistas Personal Best Management (nacida como Motorpress Sports), la cual dirige desde entonces dedicándose al asesoramiento y gestión de las carreras deportivas de jóvenes atletas.

## Palmarés
| Año  | Resultado                                                        |
| ---- | ---------------------------------------------------------------- |
| 2004 | Campeón de España juvenil de 1500 m en pista cubierta            |
| 2004 | Campeón de España juvenil de 1500 m al aire libre                |
| 2005 | Campeón de España júnior de 1500 m en pista cubierta             |
| 2005 | Subcampeón de España júnior de 1500 m al aire libre              |
| 2006 | Campeón de España júnior de 1500 m en pista cubierta             |
| 2006 | Campeón de España júnior de 800 m al aire libre                  |
| 2007 | Campeón de España promesa de 1500 m en pista cubierta            |
| 2007 | Campeón de España promesa de 1500 m al aire libre                |
| 2008 | Campeón de España promesa de 800 m en pista cubierta             |
| 2009 | Campeón de España promesa de 800 m al aire libre                 |
| 2009 | Bronce campeonato de España absoluto de 1500 m en pista cubierta |
| 2010 | Bronce campeonato de España absoluto de 1500 m en pista cubierta |
| 2012 | Bronce campeonato de España absoluto de 1500 m en pista cubierta |
| 2012 | Bronce campeonato de España absoluto de 1500 m al aire libre     |

| Año  | Competición                 | Lugar                 | Resultado |
| ---- | --------------------------- | --------------------- | --------- |
| 2005 | Campeonato de Europa júnior | Kaunas (Lituania)     | Retirado  |
| 2006 | Campeonato del Mundo júnior | Pekín (China)         | 7º        |
| 2007 | Campeonato de Europa sub-23 | Debrecen (Hungría)    | 1º        |
| 2007 | XXIV Universiada            | Bangkok (Tailandia)   | 2º        |
| 2009 | Campeonato de Europa indoor | Turín (Italia)        | 7º        |
| 2009 | XVI Juegos Mediterráneos    | Pescara (Italia)      | 6º        |
| 2009 | Campeonato de Europa sub-23 | Kaunas (Lituania)     | 4º        |
| 2010 | Campeonato del Mundo indoor | Doha (Catar)          | 5ºs1      |
| 2012 | Campeonato de Europa        | Helsinki (Finlandia)  | 5ºs2      |
| 2012 | XXX Juegos Olímpicos        | Londres (Reino Unido) | 11ºe1     |

## Marcas personales
- 800 metros: 1:45.80 (2010) / 1:49.27i (2007)
- 1500 metros: 3:34.10 (2012) / 3:38.06i (2010)